# White (cràter)
White és un cràter d'impacte que es troba a la cara oculta de la Lluna, a sud-oest de l'enorme plana emmurallada del cràter Apollo. Al voltant d'un diàmetre a sud-sud-oest es troba el petit cràter Hendrix.

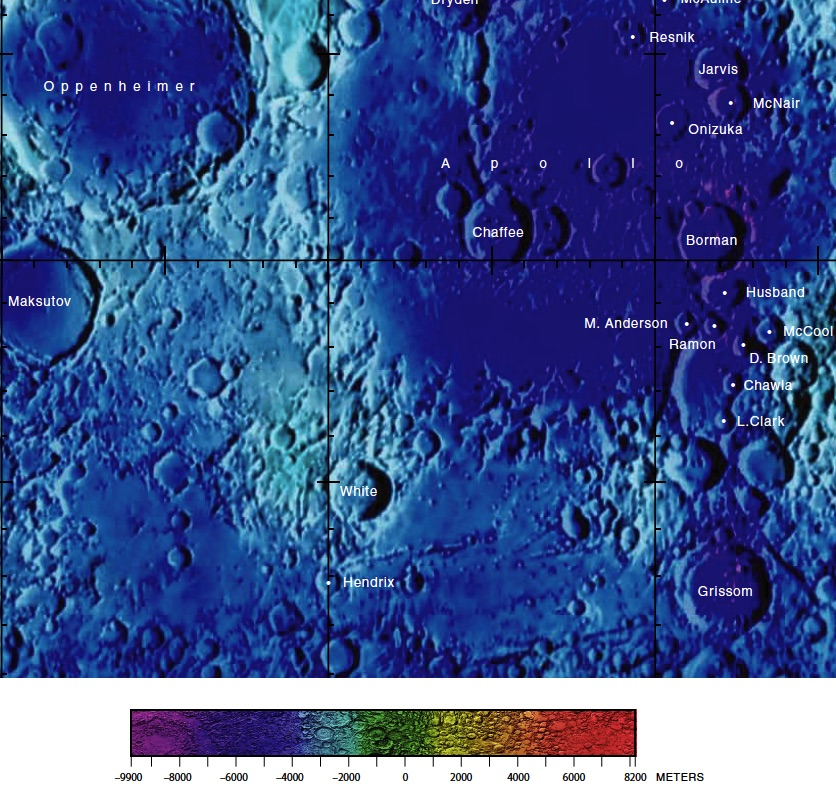
Localització de White (centre de la meitat inferior de la imatge)
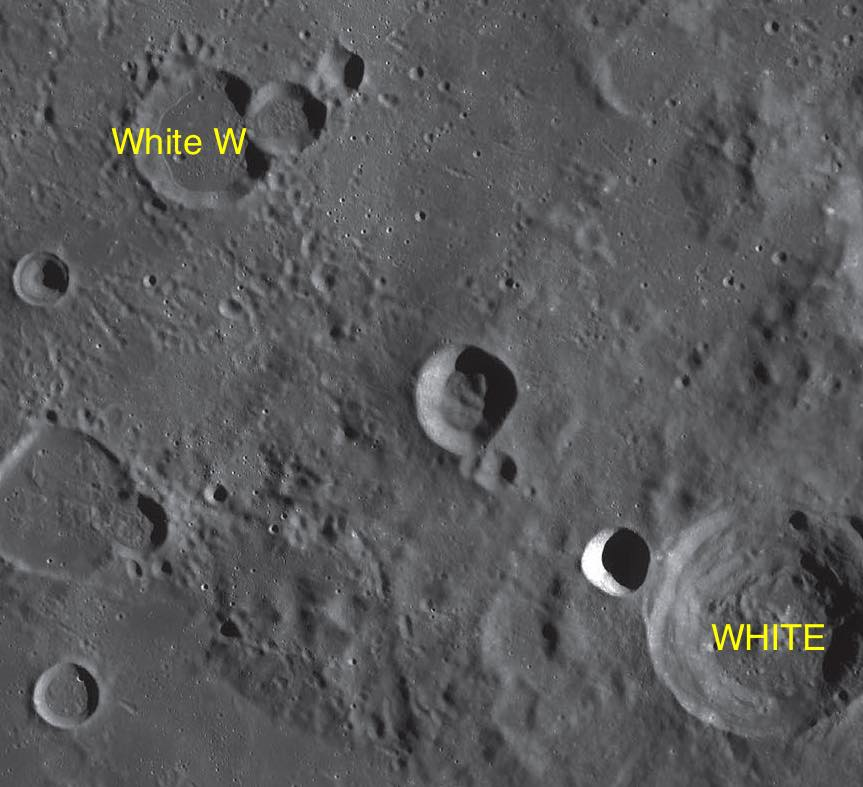
Cràters satèl·lit
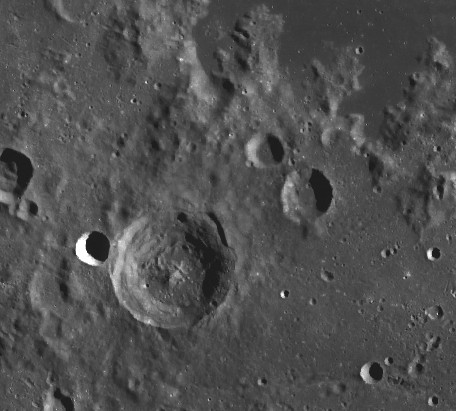
Fotografia de la missió Lunar Reconnaissance Orbiter

Es tracta d'un cràter relativament recent, amb una vora i un interior ben definits que no han estat significativament desgastats. Es localitza un petit cràter en forma de copa unit a l'exterior en la vora occidental. La paret interior de White mostra un lleuger aterrassament, amb una cresta central baixa prop del punt mig de l'interior.
El cràter porta el nom de l'astronauta Ed White, mort en l'incendi de l'Apollo 1. Els cràters propers Grissom i Chaffee van rebre el nom dels altres dos astronautes morts en el desastre, Virgil I. Grissom i Roger Chaffee.

## Cràters satèl·lit
Per convenció aquests elements són identificats en els mapes lunars posant la lletra en el costat del punt central del cràter que està més proper a White.
| White | Coordenades                            | Diàmetre |
| ----- | -------------------------------------- | -------- |
| W     | 42° 06′ S, 162° 42′ O / 42.1°S,162.7°O | 24 km    |